# 山田干拓一区
山田干拓一区（やまだかんたくいっく）は、千葉県印西市の大字。2017年9月30日現在の人口は0人。郵便番号270-1600。

## 地理
北は瀬戸、北東は山田、東は平賀、南東は平賀干拓、南は佐倉市萩山新田干拓、西は佐倉市土浮干拓、北西は瀬戸干拓に隣接している。

## 施設
- 双子公園
- 山田干拓機場

## 交通
- 主要地方道
  - 千葉県道65号佐倉印西線